# Seven Festival
Seven Festival — польський, роковий, музичний фестиваль, який з 1991 року відбувається в місті Венгожево, на Мазурах, в Вармінсько-Мазурському воєводстві. Крім польських колективів головну рокову сцену відвідало чимало закордонних рок-груп, між іншими The Stranglers, Soulfly, Dog Eat Dog, Anathema, Funeral for a Friend, Biohazard чи Paradise Lost.

## Історія
Перший фестиваль відбувся в липні 1991 року і до 1994 року був організований венгожевською військовою частиною. Професійні агентства були здивовані ентузіазмом та далекими від професіоналізму думками організаторів. Однак, з кожним роком, двері на «великий світ» відкривалися все ширше і ширше. По кількох роках спроб та пошуків, Роковий Фестиваль залишився серед мазурських озер, у місті Венгожево, а його організацією зайнялося Артистичне Агентство «Боґдан Студіо», присутнє на фестивалю протягом кількох років.
В роках 1999—2001 фестиваль не відбувся. І хоча декотрі мешканці міста були противними його дальшій організації, протягом тих 3 років, міцно відчули брак туристів, мас-медій, коли на заміну отримали тишу і пустоту, яка настала у Венгожеві без рок-фестивалю. Нічо не заповнило цієї «глушини».
2001 рік приніс довгождану реактивацію в організації. У Венгожевському міському управлінні засновано Оргкомітет Фестивалю Венгожево 2002. Комітет, під керівництвом Олександра Іванюка та допомогою муніципальної влади, зорганізував чергове видання фестивалю. Хоч протягом цього застою польська музика дещо помінялася, то технічні новинки з року в рік збагачували артистичну сторону заходу. На Роковий Фестиваль численно прибули любителі сильного звуку гітари та рокового вокалю. Ті, які дивилися концерти на початку 90-х років, тепер приїхали зі своїми дітьми, переказуючи тим самим несамовиту атмосферу та традицію, започатковану ними майже 20 років тому.
У 2011 році фестиваль відбудеться під назвою «Seven Festival». Організатори поміняли не тільки назву, яка слово «seven» нав'язує до семи озер комплексу Озера Мамри і до семи головних жанрів рокової музики. Перший раз за 20 років концерти не відбудуться в військовій частині, а будуть перенесені до місцевості Каль (2 км від Венгожева), на терен колишньої щебеневої кар'єри. Постане там фестивальне містечко з головною сценою і 2 меншими сценами, призначеними, між іншими, на конкурсні концерти молодих колективів а також з наметовим полем.

## Лауреати фестивалю
• 1991 — Winsome Jester з Лежніці Великої
• 1992 — Fantastig Bolzig з Венгожева — липень, Medium з Ольштина — серпень.
• 1993 — Wolna Europa з Ополя
• 1994 — Sweet Nosie зі Сважендза
• 1995 — Testor з Варшави
• 1996 — Los Vaticaneros з Ольштина
• 1997 — Fluid Film зі Щеціна
• 1999 — Peaceful Cooperation з Ельблонга
• 2002 — Contra з Ґродкова
• 2003 — Kombajn do Zbierania Kur po Wioskach зі Сьвебодзіна
• 2004 — Coma з Лодзі
• 2005 — Kookaburra з Ольштина
• 2006 — Pawilon з Триміста
• 2007 — Radio Bagdad з Гданська
• 2008 — Saluminesia з Сопоту
• 2009 — Transsexdisco з Ольштина; Blakfish з Великої Британії
• 2010 — Skvorcy Stiepanowa з Санкт-Петербурга